# Lachemilla pringlei
Lachemilla pringlei är en rosväxtart som beskrevs av Per Axel Rydberg. Lachemilla pringlei ingår i släktet Lachemilla och familjen rosväxter. Inga underarter finns listade i Catalogue of Life.